# غاري أوشوجنسي
غاري أوشوجنسي (بالإنجليزية: Gary O'Shaughnessy)‏ هو مغني أيرلندي، ولد في القرن العشرين.